# Estación de Miraflores
Estación de Miraflores vasútállomás Spanyolországban, Zaragoza városban.

## Vasútvonalak
Az állomást az alábbi vasútvonalak érintik:
- Madrid-Barcelona-vasútvonal
- Miraflores-Tarragona-vasútvonal

## Kapcsolódó állomások
A vasútállomáshoz az alábbi állomások vannak a legközelebb:
- Estación de Zaragoza-Goya (Estación de Casetas)